# Aurora (Philippines)
Pour les articles homonymes, voir Aurora et AUR.
La province de Aurora est une province des Philippines sur l'île de Luçon. Elle a pour capitale Baler et est entourée par les provinces de Quezon, Bulacan, Nueva Vizcaya, Nueva Ecija, Quirino et Isabela. La côte d'Aurora donne sur la Mer des Philippines. Jusqu'à 1979, Aurora faisait partie de la province de Quezon, jusqu'à la séparation des deux régions le 13 août 1979 suivant l'Ordre exécutif n°561. La province fut nommée Aurora en hommage à l'épouse du président Manuel Luis Quezón, Aurora Antonia Aragón de Quezon. Aurora a pour code AUR, selon la norme ISO 3166-2:PH.

## Peuple et culture
La majorité des habitants de la province sont des chrétiens Tagalog des plaines, installés surtout au sud de la ville de Baler, et au nord de Baler des Ilocanos venus du Nord-Ouest de l'île. Vivent également dans cette province des Négritos appelés Dumagats, principalement dans les collines et montagnes de la région. Ils sont issus de la rencontre de peuples Austronésiens et de Mélanésiens et vivent de manière traditionnelle grâce à la chasse et la pêche. Les Négritos sont divisés en trois sous-groupes appelés Umiray Dumagat, Casiguran Dumagat, et Palanan Dumagat.
La plupart des habitants de la province sont des chrétiens pratiquants, et tous ont la Bible traduite dans leur langue.

## Géographie
Située dans la partie centre-orientale de l'île de Luçon, la province possède une longue façade côtière le long de la mer des Philippines. Elle est encadrée, du Sud au Nord par les provinces de Quezon, Bulacan, Nueva Vizcaya, Nueva Ecija, Quirino et Isabela. Les 332 kilomètres de côtes de la province sont entourées par une chaîne montagneuse correspondant à la partie orientale de la Sierra Madre. Le territoire est donc très encaissé, avec des successions de vallées et de falaises, entre lesquelles circulent des fleuves qui encadrent la province.
La région a une superficie totale de 323 954 hectares avec 230 000 hectares de forêts, soit 70 % de la superficie. Elle comprend 39 000 hectares de forêt primaire. La pluviométrie est de 273,9 mm/mois.

## Économie
L'économie de la région est principalement basée sur l'agriculture. Ainsi, en 1995, 53,5 % des actifs travaillaient dans le secteur de l'agriculture, de la pêche ou de l'exploitation forestière. Les produits les plus cultivés étaient la noix de coco, avec 21 618 hectares de cultures et 42 000 tonnes produite chaque année, le riz avec 8 945 hectares de rizières et 24 000 tonnes de riz produites par an et enfin la banane avec 1443 hectares de bananeraies et 3 900 tonnes de bananes produites chaque année. En 1995, l'espace affecté à l'agriculture a augmenté de 19,59 %.
Toujours en 1995, 21,8 % de la population active travaillait dans le secteur des services, 11,5 % dans le commerce, 8,8 % dans les usines et 3,8 % dans la construction.

## Scolarisation
En 1995, le taux d'alphabétisation était de 86 %. Le total des établissements scolaires était de 158, dont 125 écoles élémentaires, 34 établissements d'enseignement secondaire et 2 universités.

## Municipalités
Aurora est subdivisée en 8 municipalités:
| - Baler - Casiguran - Dilasag - Dinalungan | - Dingalan - Dipaculao - Maria Aurora - San Luis |